# 朱豪英
朱 豪英（チュ・ホヨン、朝鮮語: 주호영、1959年11月または1960年12月10日 - ）は、大韓民国の政治家、法曹、弁護士。第17～22代国会議員、第22代前半期国会副議長、国民の力院内代表。初代特任長官、正しい政党院内代表などを歴任した。
本貫は新安朱氏。仏教徒。

## 経歴

### 法曹家として
1960年に江原道（現・慶尚北道）蔚珍郡で生まれた。1978年に能仁高校、1982年に嶺南大学校法学部を卒業。卒業後は嶺南大学校大学院に進学し、その年の第24回の司法試験に合格。大学院法学修士課程修了後の、1985年に軍法会議検察官、1988年に大邱地裁判事、1996年に大邱高裁判事などを歴任し、2003年2月に大邱地裁部長判事として退官。退官後は、法律事務所を開設し弁護士として活動する。

### 政界入り
2004年4月に実施される第17代総選挙に大邱広域市寿城区乙からハンナラ党公認で出馬し、当選した。2007年にハンナラ党大統領候補選挙に出馬した李明博元ソウル特別市長の秘書室長に就任し、党公認候補に当選すると秘書副室長に任命された。12月19日に李明博が大統領に当選すると当選者スポークスマンに任命された。
2008年4月9日に実施された第18代総選挙にハンナラ党公認で出馬し、再選を果たし5月22日にハンナラ党院内首席副代表に選出された。2009年9月3日には李明博の秘書室長やスポークスマンを務めた際に大統領の信任を得たことや、曹渓宗などの仏教界と関係が深いことから、10年ぶりに復活した特任長官に指名された。国会の人事聴聞会で聴聞報告書が採択され、9月30日に就任した。2010年8月30日に特任長官を退任し、ハンナラ党のシンクタンク、汝矣島研究所の所長に転じた。2011年にはハンナラ党人材招聘委員長に転じた。
2012年4月11日に実施された第19代総選挙に多くの親李明博派が党公認から脱落する中、セヌリ党公認で出馬し、3選を果たした。同年からセヌリ党大邱市党委員長を務め、2014年にセヌリ党政策委議長に転じ、7月25日に党最高委員会議で、セウォル号沈没事故は「基本的に交通事故」と述べ、各界から批判を浴びた。2015年には国会公務員年金改革特別委員会委員長、情報委員長に選出された。

### 新党結成へ
2016年4月13日に実施された第20代総選挙ではセヌリ党が非朴槿恵系である朱に公認を出さず、無所属で立候補し、セヌリ党候補を破り4選を果たした。2016年6月16日にはセヌリ党革新非常対策委員会の決定によって復党が決定され、8月9日に実施された党代表戦に非朴派の統一候補として立候補したが、親朴派の李貞鉉に敗れた。朴槿恵韓国大統領弾劾訴追を受けて12月27日に非朴派議員と共にセヌリ党を離党し、新党結成に参加。正しい政党の院内代表、代表権限代行に選出され、党指導部の一員となったが、同年11月13日に開催された党大会で正しい政党を離党し、自由韓国党に入党した。2019年2月27日に実施された自由韓国党代表選に出馬したが黄教安に敗れた。
2020年4月15日に実施された第21代総選挙に大邱広域市寿城区甲から未来統合党公認で立候補し、5選を果たした。5月9日に開かれた同党当選者会で院内代表に選出され、指導部が発足するまでの代表権限代行を兼任することになった。2021年6月11日に実施された国民の力代表選に立候補したが、得票数3位で落選した。
2022年8月9日、代表の李俊錫による不祥事を受け、国民の力の最高委員は相次いで辞意を表明し、国民の力最高委員会は機能不全の状態に陥ったため非常対策委員会体制に移行し、朱は国民の力の非常対策委員長に任命された。しかし、代表を解任された李俊錫は委員長任命に関する手続きの効力停止を求める仮処分を申請し、26日、ソウル南部地裁は、李の訴えを認め、朱の職務執行を停止する仮処分決定を下した。9月5日、国民の力の全国委員会と常任全国委員会を経て、非常対策委員会の再構成のために朱をはじめとする非常対策委員会のメンバー全員が辞任したが、朱は予想に反し、非常対策委員長職の引き継ぎを固辞した。なお、朱は非常対策委員会発足直後の8月11日にソウル市内の水害の復旧現場で不適切な言葉を発した同党の議員を擁護する発言をしたため、一時期に党内外から朱および非常対策委員会に対する否定的な世論が噴出することがあった。
2024年6月27日の本会議で22代前半期国会副議長に選出された。

## 選挙歴
| 当落 | 選挙         | 執行日        | 年齢 | 選挙区         | 政党       | 得票数    | 得票率 | 定数 | 得票順位 /候補者数 | 政党内比例順位 /政党当選者数 |
| ---- | ------------ | ------------- | ---- | -------------- | ---------- | --------- | ------ | ---- | ------------------ | ---------------------------- |
| 当   | 第17代総選挙 | 2004年4月15日 | 44   | 寿城区乙選挙区 | ハンナラ党 | 6万2927票 | 66.49% | 1    | 1/5                | /                            |
| 当   | 第18代総選挙 | 2008年4月9日  | 48   | 寿城区乙選挙区 | ハンナラ党 | 4万6131票 | 65.35% | 1    | 1/3                | /                            |
| 当   | 第19代総選挙 | 2012年4月11日 | 52   | 寿城区乙選挙区 | セヌリ党   | 5万953票  | 64.22% | 1    | 1/4                | /                            |
| 当   | 第20代総選挙 | 2016年4月13日 | 56   | 寿城区乙選挙区 | 無所属     | 4万2386票 | 46.82% | 1    | 1/3                | /                            |
| 当   | 第21代総選挙 | 2020年4月15日 | 60   | 寿城区甲選挙区 | 未来統合党 | 9万2018票 | 59.81% | 1    | 1/4                | /                            |
| 当   | 第22代総選挙 | 2024年4月10日 | 64   | 寿城区甲選挙区 | 国民の力   | 8万9440票 | 65.63% | 1    | 1/4                | /                            |